# Dragoș Pîslaru
Dragoș Pîslaru, né le 23 mars 1976 à Bucarest, est un homme politique roumain, membre du parti Renouvelons le projet européen en Roumanie (REPER). 
Il est élu député européen lors des élections européennes de 2019. Il siège au sein du groupe Renew Europe.